# Пам'ятник Тарасові Шевченку (Улашківці)
Пам'ятник Тарасові Шевченку в Улашківцях — погруддя українського поета Тараса Григоровича Шевченка в селі Улашківці Чортківського району на Тернопільщині.

## Опис
Пам'ятник споруджено 1991 року біля будинку культури.
Погруддя виготовлене з бетону, висота — 1 м, постамент — із цегли та цементу, висота — 2,5 м.
Погруддя масового виробництва.